# Pernitz
Pernitz – gmina targowa w Austrii, w kraju związkowym Dolna Austria, w powiecie Wiener Neustadt-Land. Według Austriackiego Urzędu Statystycznego liczyła 2 512 mieszkańców (1 stycznia 2014).